# Túnel Chorroarín-Constituyentes
El Túnel Chorroarín - Constituyentes (también llamado Túnel Chorroarín, Viaducto Chorroarín o Viaducto Arata, por la proximidad de la estación homónima) es un túnel que se encuentra ubicado en el límite de los barrios de La Paternal, Parque Chas y Agronomía de la Ciudad de Buenos Aires, Argentina.

## Descripción
Fue diseñado para cruzar por debajo de las vías del Ferrocarril General Urquiza, uno de los servicios metropolitanos de la ciudad, que parte desde la estación Federico Lacroze. Este cruce bajo nivel, inaugurado en enero de 2000, fue una gran solución para una zona de intenso tránsito de automóviles, colectivos y camiones, dejando atrás una necesidad largamente reclamada por el vecindario y por los usuarios. Se complementó con el túnel de la avenida Constituyentes en su cruce con el ramal Retiro-Suárez del Ferrocarril Mitre,
Visto desde el sur, el túnel empieza en la Avenida Chorroarín unos 250 m después de cruzar la Avenida Warnes. Chorroarín se divide bajo el viaducto en dos partes: la parte derecha (un carril) se dirige hacia la Avenida Combatientes de Malvinas donde se hace mano única, y la izquierda (dos carriles) se dirige hacia la Avenida de los Constituyentes, avenida de doble mano con dos carriles por mano. Los que vienen del norte, entran por Avenida de los Constituyentes a la altura de la calle Quirós hacia Chorroarín. Hay un carril lateral, angosto, que permite continuar por el costado del viaducto y dirigirse a la zona de Paternal/ Chacarita, al Microestadio Malvinas Argentinas del club Argentinos Júniors o la planta de levaduras CALSA .

## Toponimia
Luis José de Chorroarín (Buenos Aires, 1757 – íd., 1823), sacerdote y educador argentino, destacado participante en la Revolución de Mayo y en los primeros gobiernos independientes de ese país.